# محمد بن داود
محمد بن داود، المعروف بالكولونيل بن داود، مولود سنة 1837 ب العامرية ولاية عين تموشنت وتوفى في أول جويلية 1912 ب وهران ، درس في مدرسة العسكرية الفرنسية سانسير سنة 1856 وتخرج ك ضابط سنة 1858 وتجنس بالنسبة الفرنسية سنة 1877 ، كان قائد ف الجيش الفرنسي  في الحروب التي خاضها ضد أبناء جلدته الجزائريين كثورة أولاد سيدي شيخ وثورات ضد الشيخ المقراني، الكولونال بن داود من أكبر الخونة للجزائر كما أنه إبن الخائن الآغا بن داود الذي هو أيضا عمل في الجيش الفرنسي وكان نائب الجنرال الخائن مصطفى بن سماعيل هم من أسقطوا الأمير عبد القادر ب ضواحي ولاية معسكر ، للعلم أن عائلة الخونة بن داود تم نزع منهم الجنسية الجزائرية بعد الإستقلال نظرا لخيانتهم للجزائر 

## حياته
ولد في 1837 في بورشاش بالقرب من وهران، ابن السعيد محمد بن داود، آغا الدواير، بدأ دراسته في المدرسة العربية بالجزائر العاصمة، ثم سُجّل في مدرسة سان سير العسكرية في 1 أكتوبر 1856، أين تخرج برتبة ملازم في 4 ديسمبر 1858.
في عام 1859، شارك في الحملة الإيطالية.
في 5 سبتمبر 1864 عين في مجلس العموم الجزائري عن محافظة وهران لمدة ثلاثة سنوات.
في عام 1870، شارك فيالحرب الفرنسية البروسية قائدًا لفوج الصيادين الأفريقيين الثاني. أُسر من 28 أكتوبر 1870 إلى 28 مارس 1871.
حقق مسارا مثاليا في الجيش الفرنسي وتحصل على الجنسية الفرنسية عام 1878، فقد ترقى لرتبة ملازم أول في 1865 ثم نقيبًا في 1870 وبعده رائدًا (قائد سرب) عام 1876 ورتبة مقدم في 1882 ثم عقيدًا (كولونيل) في 1888، وذلك بمناسبة الذكرى المئوية للثورة الفرنسية العظمى. وأصبح قائدا لوحدات الصبايحيين Spahis، وهي وحدات كانت تتشكل من الفرسان الجزائريين.
رُقي عام 1902 إلى رتبة ضابط كبير في وسام جوقة الشرف.
قال عنه أرنست غاي في كتابه ”الجزائر اليوم” (1901): «إنه طفل عربي ذكي، تربّى تربية فرنسية مثالية».

## تشريفات وأوسمة
- رتبة ضابط كبير في وسام جوقة الشرف (1902)
- قائد جوقة الشرف (1890)
- ضابط في جوقة الشرف (1875)
- فارس جوقة الشرف (1864)[13]
- الميدالية التذكارية للحملة الإيطالية

## مقولته الشهيرة
هناك مقولة شهيرة خلدت اسم هذا العسكري الجزائري الذي تجند في صفوف الجيش الفرنسي وهي بالدارجة الجزائرية «عربي يقعد عربي ولو الكولونيل بن داود» بمعنى «عربي أنت وتظل عربيا ولو الكولونيل بن داود»
فالقصة تروي أنه في إحدى الحفلات الراقصة التي كان يقيمها الفرنسيون أراد الكولونيل بن داود أن يحضرها فرفضو أن يسمحو له بالدخول للحفلة بدعوى أنه عربي ولا يسمح للعرب لحضول حفلات الفرنسيين خرج غاضبا وقال قولته التي بقيت مشهورة في كل أنحاء الجزائر، كما توجد رواية ثانية وهي ان الكولونيل بن داود الذي كان يستعد لمهمة عسكرية، وطلب من ممرضة عسكرية البحث عن ملف له، لكنها رفضت طلبه، وعندما حاول أن يقنعها بمسؤوليته ورتبته، سخرت منه بتذكيره بأصله العربي. والرواية الثالثة أنه لم تمسح له سيدة بتقبيل يدها اثناء حفل ارستقراطي، ساخرة منه ومن اصله.
وهي أشهر حالة تمييز عنصري في التاريخ الفرنسي في الجزائر.

## الملاحظات
1. 1 2  تذكر وثيقة للجيش لفرنسي صادرة عام 1953 أن محمد بن داود عُين ملازمًا أولًا في 10 مايو 1952 في كتيبة الجزائر العاصمة[2]
2. ↑  عُين ضابطًا منتدبًا إلى خدمة خاصة (أعمال الأهالي)  بتاريخ 2 يونيو 1870 برتبة مقدم[7]
3. ↑  عُين ضابطًا منتدبًا إلى خدمة خاصة (أعمال الأهالي ) برتبة قائد سرب
 بتاريخ 27 مايو 1876 [8]لدائرة سبدو[9]